# Polybranchia pallens
Polybranchia pallens is een slakkensoort uit de familie van de Hermaeidae. De wetenschappelijke naam van de soort is voor het eerst geldig gepubliceerd in 1957 door Burn.